# Garaeus apicatus
Garaeus apicatus är en fjärilsart som beskrevs av Butler 1889. Garaeus apicatus ingår i släktet Garaeus och familjen mätare. Inga underarter finns listade i Catalogue of Life.